# Szahr-e Kord
Szahr-e Kord (perski: شهركرد) – miasto w zachodnim Iranie, na południowy zachód od Isfahanu.
Położone w górach Zagros. Ośrodek administracyjny ostanu (prowincji) Czahar Mahal wa Bachtijari. W mieście żyło, w 2005 roku, 133 000 mieszkańców. Miasto jest ośrodkiem handlu, tradycyjny wyrób dywanów i mozaik.